# 物理年鉴 (爱思唯尔)
《物理年鉴》（Annals of Physics），创建于1957年，是由爱思唯尔（Elsevier）出版发行的月期刊，文章内容经过同行评审。它关注于基础物理研究的方方面面，内容包括理论、方法学和应用。现任主编为诺贝尔奖得主弗朗克·韦尔切克。